# گلوریا (فیلم ۱۹۳۱)
گلوریا (انگلیسی: Gloria) یک فیلم در ژانر درام به کارگردانی هانس برنت است که در سال ۱۹۳۱ منتشر شد.